# Sávoslevelű muskátli
A sávoslevelű muskátli (Pelargonium zonale) a gólyaorrvirágúak (Geraniales) rendjébe, ezen belül a gólyaorrfélék (Geraniaceae) családjába tartozó faj.

## Előfordulása
A sávoslevelű muskátli őshazája Afrika déli része, főleg a Dél-afrikai Köztársaság. Azonban világszerte termesztik dísznövényként. Ezt a muskátlit a Pelargonium inquinans nevűvel keresztezve, a kerti muskátlit (Pelargonium × hortorum) kapjuk.

## Hibridjei
- Pelargonium × coccineum
- Pelargonium × heterogamum
- Pelargonium × hortorum L.H.Bailey = Pelargonium inquinans (L.) L'Hér. × Pelargonium zonale (L.) L'Her.
- Pelargonium × lateripes L'Hér. in Aiton = Pelargonium peltatum (L.) L'Hér. × Pelargonium × hortorum L.H.Bailey
- Pelargonium × stenopetalum Ehrh. = Pelargonium scandens Ehrh. × Pelargonium zonale (L.) L'Her.

## Megjelenése
Ez a növény felmagasló és kapaszkodó kisebb cserje, mely általában 1 méter magasra nő meg, azonban a 3 méteres magasságot is elérheti. A szárai pozsgások; fiatalon szőrösek, de idősebb korukra elfásulnak. A levelein sötét, patkó alakú sávok vannak; innen ered a neve. A virágai ernyőszerű virágzatokban ülnek. A szirmainak színe a fehértől a rózsaszínen keresztül, egészen a vörösig változhatnak.

## Életmódja
A természetes élőhelyén az év minden szakában virágozhat, azonban virágainak többségét a déli féltekei tavasszal, azaz szeptember és november között hozza.

## Képek

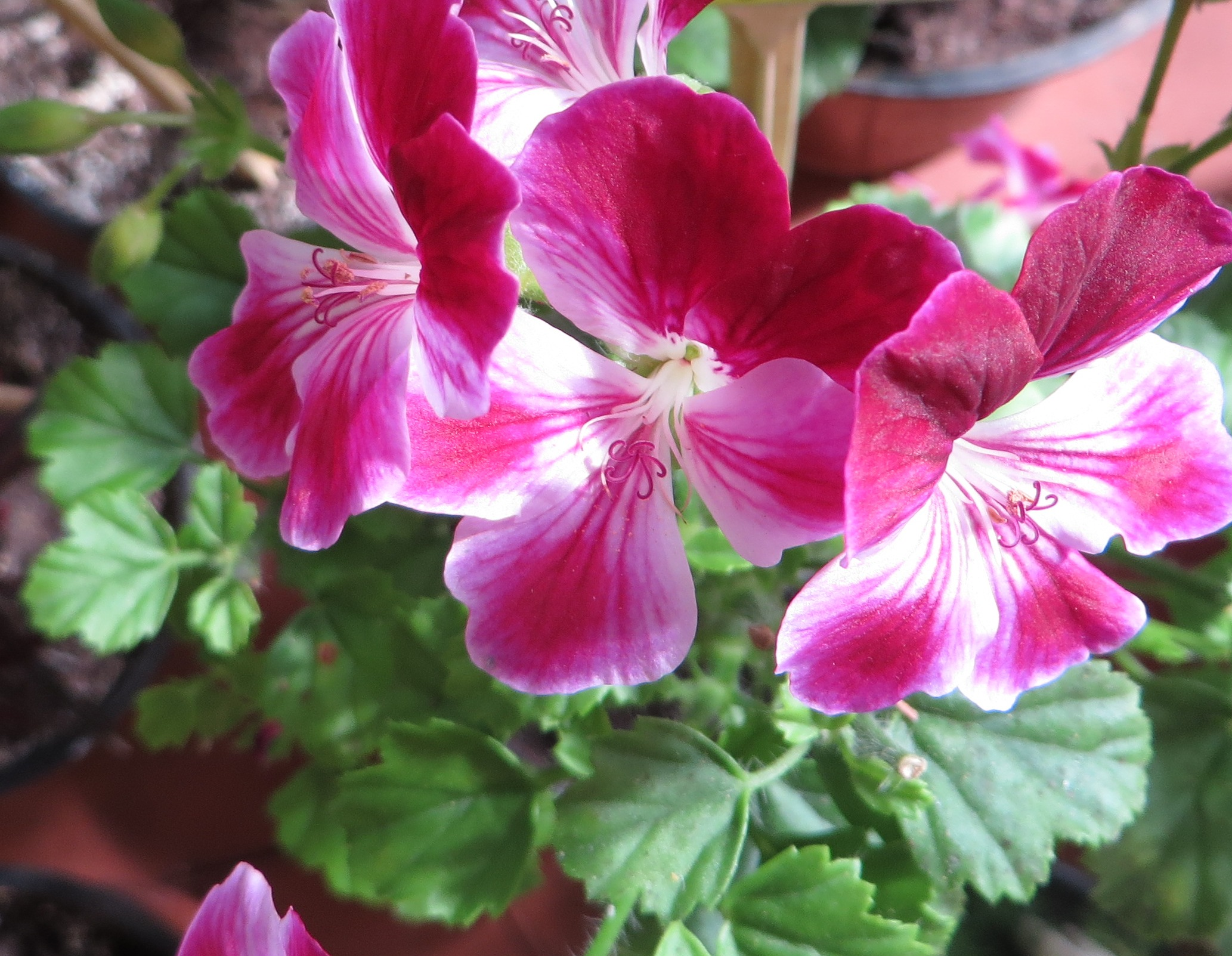
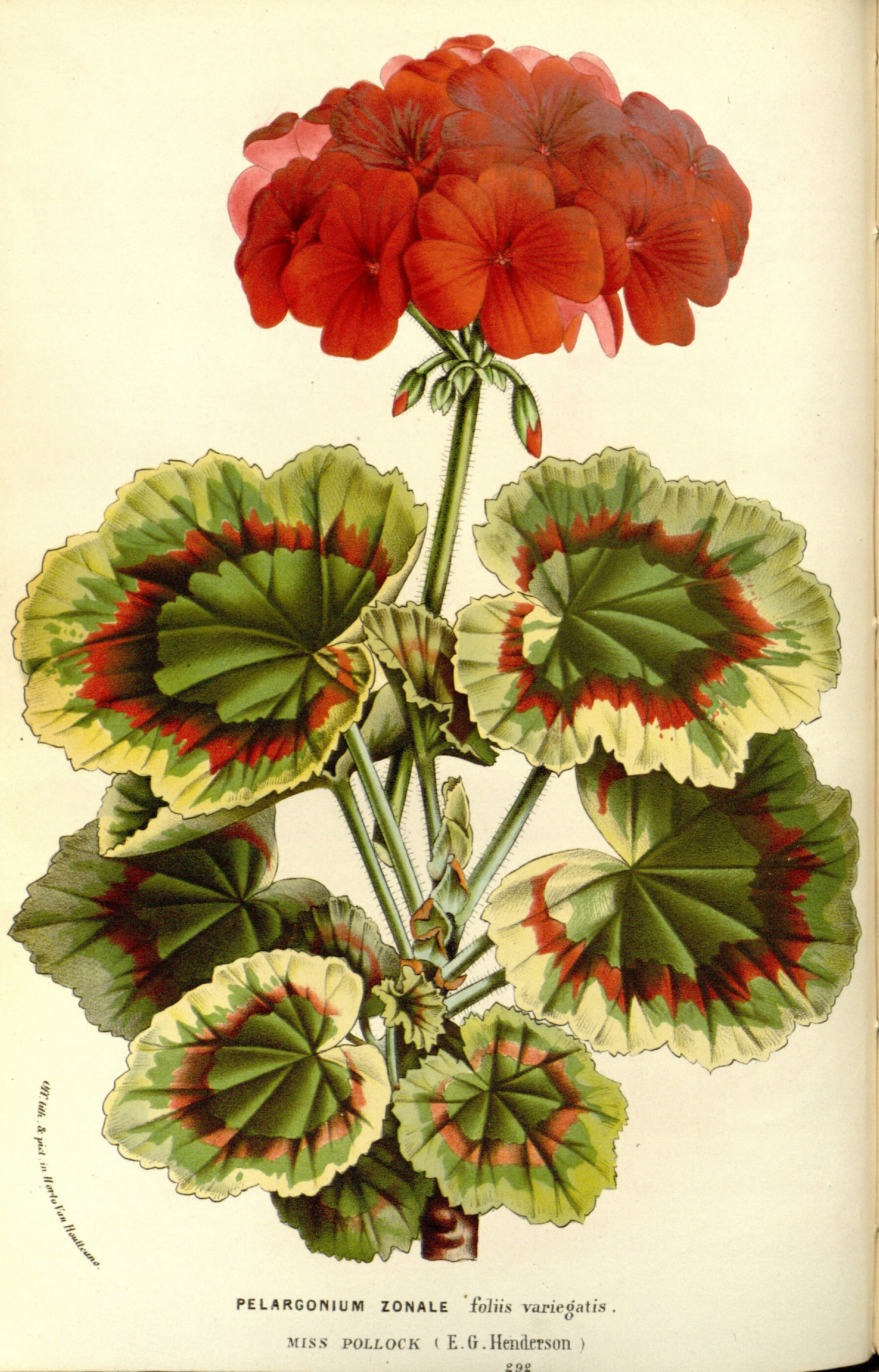
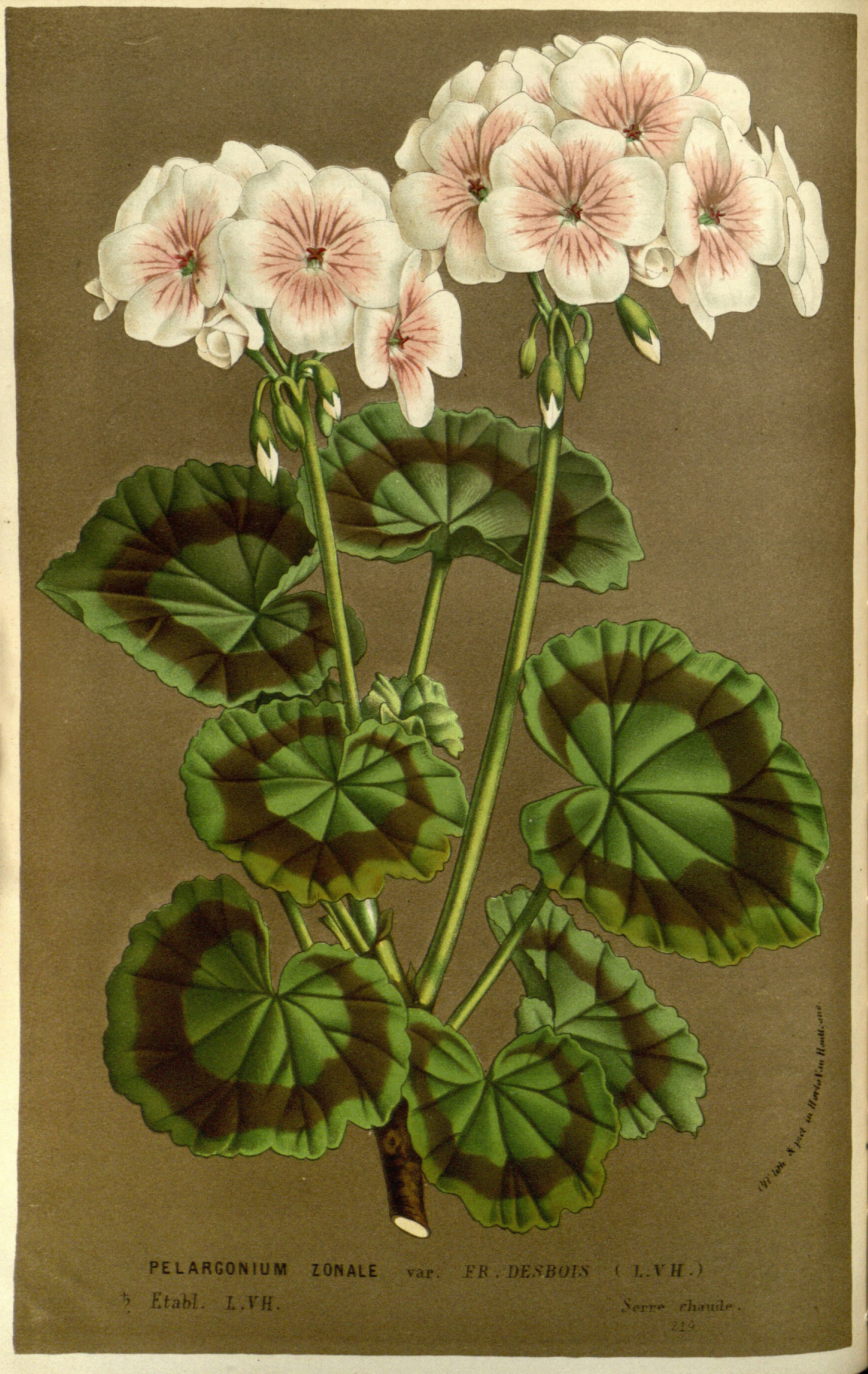

## Fordítás
- Ez a szócikk részben vagy egészben  a   Pelargonium zonale című angol Wikipédia-szócikk ezen változatának fordításán alapul.  Az eredeti cikk szerkesztőit annak laptörténete sorolja fel. Ez a jelzés csupán a megfogalmazás eredetét és a szerzői jogokat jelzi, nem szolgál a cikkben szereplő információk forrásmegjelöléseként.